# Raoul (Oper)
Raoul ist eine Oper in zwei Akten von Gershon Kingsley (Musik) mit einem Libretto von Michael Kunze. Sie behandelt das Leben des schwedischen Diplomaten Raoul Wallenberg, der gegen Ende des Zweiten Weltkriegs in Budapest mit Hilfe von Schutzpässen tausende von Juden vor dem Tod im Konzentrationslager bewahrte. Die szenische Uraufführung der Oper fand am 21. Februar 2008 im Neuen Schauspielhaus des Theaters Bremen statt.

## Handlung

### Erster Akt
Solisten und Chor führen in die Handlung ein: Der schwedische Diplomat Raoul Wallenberg rettete gegen Ende des Zweiten Weltkriegs in Budapest Tausende von Leben. Als die sowjetische Armee in Budapest einmarschierte, verschwand er spurlos. Es gibt keinen Beweis für seinen Tod. Josef Stalin selbst bestätigt jedoch die Festnahme Wallenbergs.
Raoul entstammt einer traditionsreichen Bankiersfamilie. Dennoch entscheidet er sich für einen Beruf als Kaufmann. Er reist viel, vor allem mit dem Zug. Dies ist trotz des Krieges möglich, da Schweden neutral bleibt. An einem Bahnhof wird er Zeuge einer Judendeportation, bei der ein Kind erschossen wird. Raoul schämt sich anschließend dafür, nicht eingegriffen zu haben. Der befehlshabende Offizier ist fest überzeugt, lediglich seine Pflicht zu tun.
Raoul ist beeindruckt von Leslie Howards Film Pimpernel Smith, in dem die Titelfigur Insassen aus Konzentrationslagern befreit. Als seine Freundin Jeanette ihre Beziehung vertiefen will, weist Raoul sie zurück, da ihm seine humanitären Ziele wichtiger geworden sind.
Raoul erhält ein Angebot, zur Rettung von Juden nach Budapest zu gehen. Das passt ihm gut, da ihm die deutsche Sprache geläufig ist und er die Stadt bereits kennt. Offiziell soll er als schwedischer Diplomat arbeiten, doch inoffiziell seine Aufträge von der amerikanischen Regierung erhalten.
Der emigrierte russische Adlige Michail Kutuzov-Tolstoi stellt sich dem Publikum vor. Der Chor drängt ihn zurück, da seine Zeit noch nicht gekommen ist. Kutuzov wird sich später mit Raoul anfreunden und ihn hintergehen.
Raoul reist umständlich durch Deutschland nach Budapest, wo er im Juli 1944 ankommt und den Juden Schutzpapiere anbietet. Diese sind zunächst misstrauisch. Besonders Serge Eisenmann zweifelt, wird aber von seiner Freundin Rachel Strauss überzeugt, dass sich hier eine Chance bietet.
Als Adolf Eichmann einen neuen Transport vorbereitet, weisen einige der Juden schwedische Papiere vor. Ihm bleibt nichts anderes übrig, als diese zu akzeptieren.
Raoul trifft auf Per Anger, der bereits eine begrenzte Menge von Schutzpapieren der schwedischen Regierung an Juden ausgibt, aber zur Vorsicht mahnt. Raoul reicht das nicht aus. Er beschließt, die Anzahl der Pässe deutlich zu erhöhen.
Budapest ist eine der letzten Städte, in denen es noch ein Nachtleben gibt. Per stellt Raoul den einflussreichen Baron Gábor Kemény und dessen Frau Elisabeth vor. Als Raoul letzterer von seiner Mission erzählt, verspricht sie ihm ihre Unterstützung. Hier lernt Raoul auch Kutuzov kennen, der ihm ebenfalls Hilfe zusagt.
Rachel und Serge fliehen aus Budapest. Sie vertrauen darauf, dass Raoul rechtzeitig zu ihrer Rettung erscheinen wird.
Ein weiterer Judentransport mit Kindern findet statt. Die Gefangenen singen das Schma Jisrael, während die Aufsicht Befehle brüllt. Raoul tritt dazwischen und droht mit diplomatischen Maßnahmen. Er behauptet, dass sich unter den Abtransportierten auch schwedische Staatsbürger befinden würden, zeigt Papiere, die das belegen und führt viele der Juden fort. Er bedauert zutiefst, dass er nicht alle retten kann und gerät wegen der nötigen Auswahl in einen Gewissenskonflikt.
Eichmann fürchtet, die geforderte Zahl von abtransportierten Juden nicht erreichen zu können. Der Offizier berichtet ihm von Raouls Eingreifen. Eichmann befiehlt, ihn „loszuwerden“ („get rid of him“).
In einer Nottrauung im Ghetto vermählt Raoul Rachel und Serge miteinander. Kutuzov erscheint mit der Nachricht, dass sich Ungarn von Deutschland losgesagt habe und der Krieg vorbei sei. Doch die Hoffnung wird schnell getäuscht. Die Pfeilkreuzler putschen, nehmen das bisherige Staatsoberhaupt Miklós Horthy fest und ersetzen ihn durch den mit den Deutschen kollaborierenden Ferenc Szálasi. Kutuzov verspricht erneut Hilfe.
Serge fragt sich, ob er sich schuldig fühlen sollte, weil er noch lebt, obwohl so viele andere im Holocaust umgekommen sind. Rachel und er beschließen, die Hoffnung nie aufzugeben.

### Zweiter Akt
Winston Churchill und Stalin verhandeln über die Nachkriegsordnung und die Zukunft Ungarns. Trotz scheinbarer Übereinstimmungen misstrauen sie einander zutiefst. Stalin besteht darauf, dass Ungarn in seinen Machtbereich gehört. Er bringt auch die Rede auf Wallenberg, der Churchill noch unbekannt ist. Stalin misstraut dessen angeblich humanitären Absichten.
Raoul trifft noch einmal mit Elisabeth Kemény zusammen, deren Mann nun Außenminister ist. Er erinnert sie an ihr Hilfeversprechen und bittet sie, sich bei ihrem Mann für seine Sache einzusetzen. Elisabeth hält ihren Mann für einen guten Menschen, glaubt aber nicht, dass er genug Einfluss habe, um etwas zu bewirken. Kutuzov beobachtet die beiden. Er versichert noch immer, dass er helfen wolle, doch insgeheim versucht er, Raoul auszuspionieren. Am 13. Oktober 1944 verkündet der Außenminister im Radio, dass Ungarn die schwedischen Schutzpässe anerkenne.
Raoul erhält einen Anruf von Eichmann, in dem dieser prahlerisch die Auflösung des Budapester Ghettos ankündigt. Raoul begibt sich zusammen mit Per Anger und Kutuzov dorthin und fordert die Juden auf, zu ihm zu kommen, auch wenn sie ihren Schutzpass nicht bei sich haben sollten. Ihre Namen würden auf seiner Liste stehen. Er bedauert erneut, nicht alle retten zu können.
Kutuzov verrät Wallenberg an die sowjetische Führung und drängt darauf, ihn zu verhören. Wallenberg sei vermutlich ein amerikanischer Spion, der wie jeder Bankier Profit erzielen wolle.
Raoul erhält daraufhin den Anruf eines Unbekannten, der ihn an eine zur Rettung von Juden um Hilfe ruft. Bei der Fahrt über eine Brücke gibt es einen Autounfall. Raoul und die anderen Insassen überleben.
Pfeilkreuzler schlagen Rachel und Serge zusammen, ohne ihre Papiere zu beachten. Serge fühlt sich immer noch schuldig. Er will seine Leute nicht alleine im Ghetto zurücklassen und fordert Rachel auf, ohne ihn zu fliehen. Er will sein Schicksal selbst in die Hand nehmen, auch wenn es ihn das Leben kosten sollte.
Als die sowjetische Armee unmittelbar vor Budapest steht, lädt Raoul Eichmann zu einem persönlichen Treffen ein und versucht, ihn zu einem Umdenken zu bewegen. Doch auch das Angebot von amerikanischem Geld kann Eichmann nicht dazu bewegen, seine Vernichtungspläne aufzugeben. Er droht stattdessen, das Ghetto stürmen zu lassen.
Die jüdischen Flüchtlinge, darunter viele Kinder, befinden sich nachts vor einer Brücke über die Donau. Sie fürchten sich vor der Überquerung, da die Brücke von Pfeilkreuzlern bewacht wird. Als Schüsse fallen, verabschiedet sich Serge von seiner Frau, um Raoul zu suchen. Inzwischen sind Eichmann und die meisten Deutschen geflohen, doch die Pfeilkreuzler wüten weiterhin in der Stadt. Raoul erscheint und fordert unter Verweis auf internationales Recht die Freilassung der Kinder. Doch für diese ist es zu spät. Außerdem haben die Pfeilkreuzler Serge aufgegriffen und richten ihn als jüdischen Spion hin.
Im Hauptquartier des verbliebenen Teils der deutschen Armee denkt General Schmidhuber über seine Aufgaben nach. Raoul fordert ihn auf, das jüdische Ghetto vor den Angriffen der Pfeilkreuzler zu schützen. Er verweist darauf, dass die Alliierten ihn ansonsten des Mords und Genozids anklagen würden. Schmidhuber, der ein Massaker an den Juden verhindern will, stellt das Ghetto unter den Schutz seiner wenigen verbliebenen Leute.
Als Budapest schließlich von der sowjetischen Armee befreit wird, jubeln alle. Doch sie können Raoul Wallenberg nicht mehr finden. Raoul wird von den Sowjets festgenommen und verhört. Auf die Frage, warum er sich immer noch in der Stadt befinde, entgegnet er, dass die überlebenden Juden der Stadt noch nicht völlig in Sicherheit seien.
In der Schlussszene verkünden Solisten und Chor, dass die Welt gerettet werden könne, wenn es 36 wirklich gute Menschen gebe.

## Gestaltung
Raoul ist zu großen Teilen eine Choroper. Neben den drei solistischen Hauptrollen von Raoul, Serge und Rachel gibt es mehr als zwanzig kleinere Rollen, die mit Chorsängern besetzt werden. Diese treten während ihres Auftritts aus der Gruppe heraus und integrieren sich anschließend wieder in den Chor.
Die Autoren verstehen Raoul ausdrücklich als Oper. Allerdings gibt es auch formale und stilistische Anleihen aus dem dramatischen Musical, dem Sprechtheater und dem Oratorium. Auch die Dreigroschenoper wird zitiert. Die Musiksprache ist tonal gehalten. Kingsley sagte in einem Interview, dass er „bewusst nichts Intellektuelles machen“ wollte, „sondern etwas vom Bauch her“. Er selbst sei als Jude in Deutschland aufgewachsen und habe „den Holocaust von einer anderen Seite erlebt“. In seiner Musik sei viel jüdische Musik, aber auch deutsche Musik. Sie sei „eine Art musikalische Autobiografie.“ Die Oper enthält Tänze, stimmungsvolle Duette und schwermütige Lieder.

## Werkgeschichte
Raoul ist nach Tierra bereits die zweite Oper des vorwiegend mit elektronischer und Synthesizer-Musik bekannt gewordenen deutsch-amerikanischen Komponisten Gershon Kingsley. Sie entstand ohne konkreten Auftrag. 1998 wurde in New York Kingsleys Stück Voices From the Shadow uraufgeführt, das auf Gedichten aus der Zeit des Holocaust basiert. Der Librettist Michael Kunze besuchte eines der Konzerte, schlug anschließend eine gemeinsame Arbeit vor und schuf in wenigen Tagen ein erstes Skript mit der Grundidee. Das fertige Libretto vertonte Kingsley anschließend ohne weitere Änderungen. Nachdem die Oper 2001 fertiggestellt war, suchten die beiden längere Zeit vergeblich nach einer Aufführungsmöglichkeit.
Die Oper wurde zunächst am 30. April 2004 konzertant mit Jerry Hadley, Suzan Hanson und Theodore Lambrinos in den Hauptrollen im Goethe-Institut New York aufgeführt.
Am 21. Februar 2008 kam es schließlich im Neuen Schauspielhaus des Theaters Bremen zur szenischen Uraufführung. Aufgrund von Vorgaben der Bremer Intendanz musste sich Kingsley auf 16 Musiker beschränken und das Werk somit kammermusikalisch aufführen, obwohl er eigentlich an ein großes Ensemble gedacht hatte. Der Dirigent Tarmo Vaask leitete die Bremer Philharmoniker. Regie führte Julia Haebler. Das Bühnenbild stammte von Monika Gora und die Kostüme von Ildikó Debreczeni. Die drei Hauptrollen sangen Alexej Kosarev (Raoul Wallenberg, in anderen Aufführungen der Produktion auch mit Wolfgang von Borries besetzt), Karin Neubauer (Rachel Strauss) und Alberto Albarrans (Serge Eisenmann). Die Aufführung im beinahe ausverkauften Haus wurde von Publikum mit großem Beifall aufgenommen und auch von der Kritik sehr positiv beurteilt.
Die Produktion wurde im November 2008 als Wettbewerbsbeitrag des ersten Opera Competition and Festival with Mezzo Television im Nationaltheater Szeged (Ungarn) gespielt. In diesem Rahmen wurde eine Videoaufzeichnung erstellt und international von Mezzo TV im Fernsehen übertragen. Die Hauptrollen übernahmen die Wettbewerbsteilnehmer Marcin Habela (Raoul Wallenberg, Habela gewann den Publikumspreis als bester Darsteller), Violaine Kiefer (Rachel Strauss) und László Beöthy-Kiss (Serge Eisenmann). Die übrigen Sänger waren Achim Rikus (Per Anger), Can Tufan (Staffan Söderblom), Kim Hyung-Jin (Josef Stalin), Allan Parkes (Winston Churchill und deutscher Offizier), Daniel Wynarski (Großvater), Robert Neil Lichtenberger (Adolf Eichmann), Zlatina Taralova (Jeanette), Johannes Scheffler (Michail Kutuzov-Tolstoi), Heinrich Bröckerhoff (Iver Olsen), Astrid Kunert (Elisabeth Kemény), Zoltán Melkovics (Gábor Kemény), Daniel Ratchev (General Schmidhuber), Martina Parkes (1. Erzähler), Tatjana Kluge (2. Erzähler) und Karin-Maria Brenner (3. Erzähler). Das Sinfonieorchester Szeged wurde geleitet von Márton Terts.